# Нурія Рока
Нурія Рока (23 березня 1972 року, Монкада, Іспанська держава) — іспанська телеведуча, письменниця, журналістка та акторка.

## Біографія
Нурія Рока народилася 23 березня 1972 року у Монкаді. Розпочала свою телевізійну кар'єру на Canal 9 у 1994 році. Далі на цьому ж каналі вела програму "Fem tele" (1998-2000). Telecinco підписала з нею контракт на створення програм «Добрий день» (2000) і «Нічого особистого» (2001) разом із Ллумом Баррерою. У 2017 році почала вести програму "Fantastic Duo" на La 1